# Nobody's Coming to Save You
Albums de The Sunshine Underground
Raise the Alarm
(2006) The Sunshine Underground
(2014)
Nobody's Coming to Save You est le deuxième album du groupe anglais de rock indépendant The Sunshine Underground, publié le 28 août 2006, par City Rockers.

## Liste des chansons
| No  | Titre                          | Durée |
| --- | ------------------------------ | ----- |
| 1.  | Coming to Save You             | 4:28  |
| 2.  | Spell It Out                   | 3:52  |
| 3.  | We've Always Been Your Friends | 4:13  |
| 4.  | In Your Arms                   | 5:14  |
| 5.  | A Warning Sign                 | 5:00  |
| 6.  | Change Your Mind               | 4:40  |
| 7.  | Any Minute Now                 | 3:36  |
| 8.  | Here It Comes                  | 4:42  |
| 9.  | One by One                     | 3:55  |
| 10. | The Messiah                    | 5:27  |